# Ilgmārs Eglītis
Ilgmārs Eglītis, né en 1951, est un astronome letton.

## Biographie
Ilgmārs Eglītis était à la tête de l'observatoire de Baldone et directeur de l'Institut d'Astronomie de l'Université de Lettonie. 
Il est connu pour être un chasseur d'astéroïdes, le découvreur d'étoiles de type C, et un spécialiste dans le domaine de la photométrie stellaire et de la classification des étoiles.
L'astéroïde (320153) Eglitis est nommé d'après lui.
| (274084) Baldone    | 3 janvier 2008    |
| (284984) Ikaunieks  | 12 avril 2010     |
| (294664) Trakai     | 3 janvier 2008    |
| (321324) Vytautas   | 25 avril 2009     |
| (330836) Orios      | 25 avril 2009     |
| (332530) Canders    | 29 juillet 2008   |
| (343157) Mindaugas  | 25 avril 2009     |
| (352646) Blumbahs   | 25 juillet 2008   |
| (353577) Gediminas  | 5 janvier 2008    |
| (392142) Solheim    | 16 avril 2009     |
| (418220) Kestutis   | 3 février 2008    |
| (428694) Saule      | 29 juillet 2008   |
| (457743) Balklavs   | 18 avril 2009     |
| (545564) Sabonis    | 23 août 2011      |
| (545619) Lapuska    | 3 septembre 2011  |
| (555128) Birštonas  | 12 septembre 2013 |
| (567580) Latuni     | 23 octobre 2017   |
| (592244) Daukantas  | 6 mai 2013        |
| (604750) Marisabele | 6 octobre 2015    |
| (604827) Rietavas   | 11 octobre 2015   |